# بودو كون
بودو كون (بالألمانية: Bodo Kuhn)‏ هو منافس ألعاب قوى ألماني، ولد في 9 أغسطس 1967 في ميلتنبرغ في ألمانيا.

## وصلات خارجية
- بودو كون على موقع الاتحاد الدولي لألعاب القوى (الإنجليزية)
- بودو كون على موقع أوليمبيديا (الإنجليزية)